# هيرمان بانك
هيرمان بانك (بالإنجليزية: Herman Bank)‏ هو مهندس أمريكي، ولد في 25 أكتوبر 1916 في فينيلاند في الولايات المتحدة، وتوفي في 2 نوفمبر 2012.